# Голяма базилика (Плиска)
Голямата базилика в Плиска е религиозно-дворцов комплекс, включващ базилика, архиепископски дворец и манастир, разположен край Националния историко-археологически резерват „Плиска“.
Завършена е около 875 г. и е  най-голямата базилика в средновековна Европа. Комплексът представлява важен паметник на ранно-средновековната българска култура от нейния християнски период – от втората половина на IX до средата на XI век. В продължение на около 250 г. изпълнява функциите едновременно на катедрален храм и княжеска, епископска и манастирска църква, средище е на духовно-религиозния живот на столицата Плиска и ранно-средновековна България. Оградена и защитена е с висока над 4 м каменна стена със зъбери.
Сградата е изградена върху т. нар кръстовиден мавзолей, който предизвиква много дебати сред учените. Открит е от Тотю Тотев и една от най-загадъчните сгради в първата българска столица. Очевидно е сакралното му значение за древните българи, тъй като след това на същото място е разположен самият олтар на Голямата базилика. Хипотезата на проф. Станчо Ваклинов е, че това са останките от непознат тип български езически храм.
Според историческия музей в Шумен преди изграждането на базиликата на това място е съществувал ранно-християнски мартириум, съставен от кръстовиден храм и кладенец-аязмо. Павел Георгиев, участвал в нейното проучване, изказва предположението, че откритата под основите на базиликата сграда е именно мартириум (гробница на светец, загинал като мъченик за вярата) на първия български мъченик св. Боян Енравота, екзекутиран за предателство към отечествените традиции от брат си кан Маламир около 832 г. По време на неуспешния бунт на привържениците на езичеството през 865 г., мартирият бил разрушен. В знак на тържеството на християнството в България цар Борис I (племенник на Енравота) става ктитор на изградения на мястото на мартириума нов храм и с това обвързва новата религия с аристократичен исторически паметник като мартириума.
Друга теория обаче, която е на арх. Бояджиев, звучи още по-убедително. Според нея зданието е построено първоначално за мавзолей на българските канове. След покръстването е направен опит тя да бъде превърната в катедрала, но конструкцията не издържа тези преустройства, което налага цялостното събаряне на сградата. Тази хипотеза се подкрепя от факта, че дотогава не е бил откриван мавзолей на български кан и няма никакви данни за погребален ритуал на владетелите, което е трудно обяснимо при наличието на толкова запазени паметници от този период.
Според Асен Чилингиров историческите извори сочат към датировка на Голямата базилика към IV век по времето на император Константин Велики. След разрушаването и още в края на IV или началото на V век, камъните над основите са използвани за построяването на други монументални сгради в близост на базиликата. През IX-X век тя бива престроена с тухли и отново разрушена в края на X век, което съвпада с присъединяването на цяла източна България към Византия.
Чилингиров критикува реконструкцията, която придава вид на базиликата, какъвто никога не е имала, с цел да бъде превърната в „прабългарски паметник“.
От изследваните части на Голямата базилика се вижда, че архиепископската резиденция се разполага в дворовете на север и на юг от храма, като в северния двор е проучен жилищен дворец, а на запад от него – баня с хипокауст. На юг от базиликата е проучена триделна сграда, в която са се помещавали дидаскалейон (училище) и скрипторий. Дидаскалейонът е доказателство, че освен богослужебните книги в комплекса са се изучавали право, архитектура и строителство. Тук вероятно са работили и приетите през 886 г. от цар Борис I ученици на Кирил и Методий, положили началото на Плисковско-Преславската книжовна школа на старобългарски език.
Некропол с гробове на членове на монашеското братство е изследван в двора на югозапад от базиликата, а светски некропол с гробове на аристократи е намерен пред аспидите на базиликата. Манастирските помещения обхващат двора на север от резиденцията. Централно място заемат кухнята и трапезарията. В източното крило на двора е открита двуетажна сграда с 10 еднакви помещения-килии, в които живели монасите. В средата на двора е големият манастирски кладенец, а в съседство с него – втората баня, която е била с хипокауст и кръстокуполна конструкция.
През 2019 г., по инициатива на инж. Симеон Пашов - почетен председател на Камарата на строителите в България и Пезидент на "Главболгарстрой Холдинг" АД, в зала "Проф. Марин Дринов" в БАН е учреден Национален инициативен комитет за възстановяване на Голямата базилика в Плиска. За председател на Управителния съвет на инициативния комитет е избран акад. Стефан Воденичаров.  

## Галерия
- Краят на притвора на храма, художествена реконструкция
- Изглед от кораба на храма, художествена реконструкция
- Лявата част на Светия олтар, художествена реконструкция
- Саркофази край олтара на храма